# Sea Life
Sea Life è una catena di centri di interesse acquatico situati in Europa, in Asia, negli Stati Uniti d'America e in Oceania, di proprietà della Merlin Entertainments.
La catena possiede 29 centri situati in: Belgio, Regno Unito, Finlandia, Francia, Germania, Paesi Bassi, Irlanda, Danimarca, Spagna, Italia, Corea del Sud, Australia, Stati Uniti d'America e Thailandia.

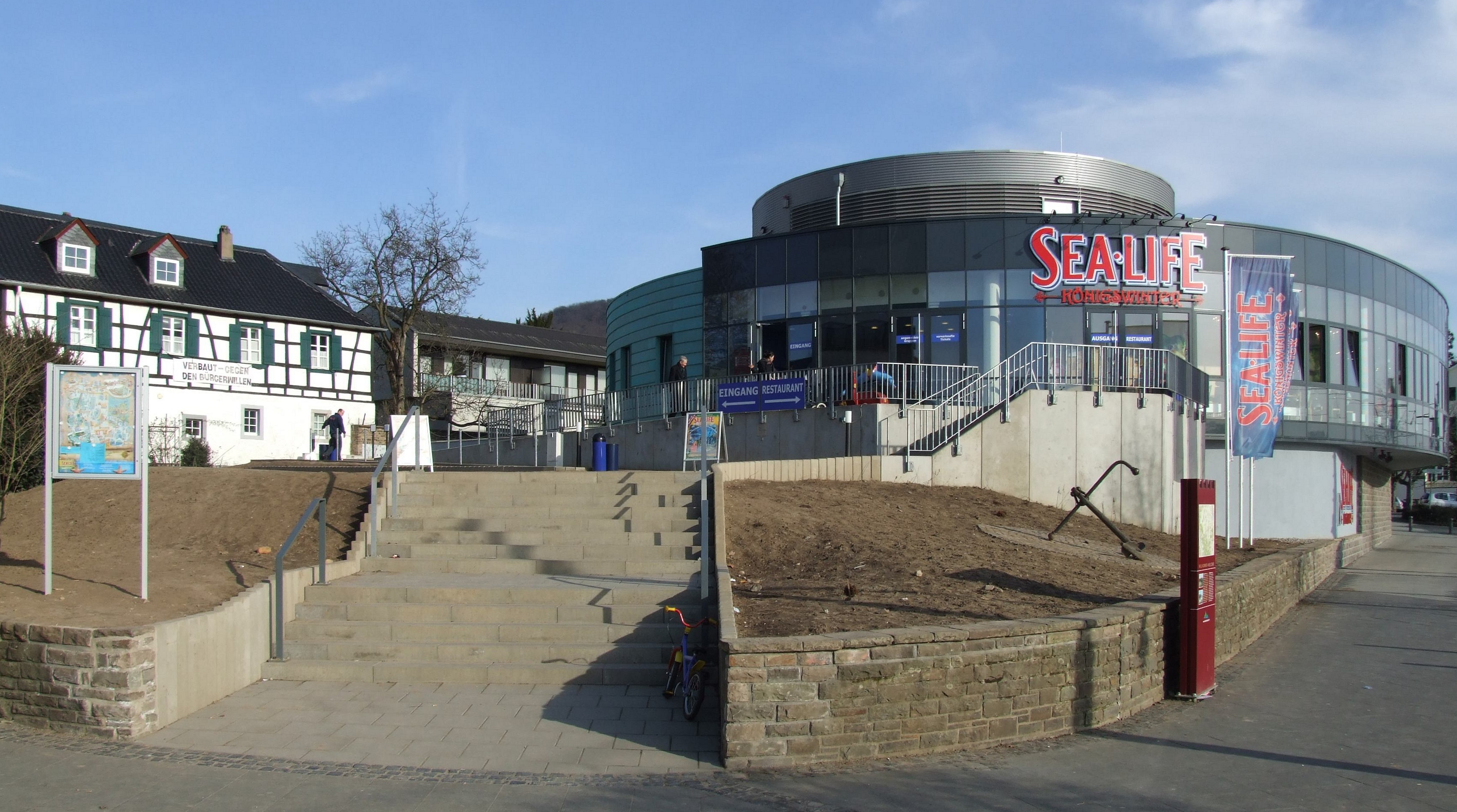
Sea Life a Königswinter, in Germania

I centri Sea Life sono concepiti dalla Merlin Entertainments come una "guida amichevole e autorevole all'ultima grande frontiera...mari ed oceani di tutto il mondo con la loro miriade di misteri e divertenti abitanti."
Ogni centro propone l'esperienza dei biologi e il divertimento, per consentire di conoscere anche aspetti relativi alla riproduzione, alla conservazione e alla vita dei principali e più curiosi animali marini.
I Seal Sanctuaries operano in tre centri nel Regno Unito the National Seal Sanctuary, in Cornovaglia; the Hunstanton Sea Life Sanctuary nel Norfolk e the Scottish Sea Life Sanctuary a Oban.
Dal 2001 tutti i centri Sea Life per la conservazione, il salvataggio e la promozione hanno aderito al progetto SOS, come acronimo di "Save Our Seas" (Salviamo i nostri mari). SOS aiuta numerose istituzioni per la salvaguardia dell'ambiente e gruppi di sensibilizzazione tra cui Greenpeace, il WWF, la Whale and Dolphin Conservation Society e il British Divers Marine Life Rescue. Ogni centro ha inoltre uno slogan che cambia ogni uno o due anni. In passato si sono impegnati per l'aumento della protezione della tartaruga comune e per l'attuazione di maggiori misure contro la pratica dello shark-finning.

## Sedi

### Regno Unito
- Birmingham
- Blackpool
- Brighton
- Great Yarmouth
- Balloch
- Scarborough
- Weymouth
- Gweek
- Londra
- Hunstanton
- Loch Lomond
- Manchester
- Scarborough
- Alton
- Windsor

### Germania
- Berlino
- Dresda
- Königswinter
- Costanza
- Monaco di Baviera
- Norimberga
- Oberhausen
- Spira
- Timmendorfer Strand
- Hannover
- Cuxhaven

### Italia

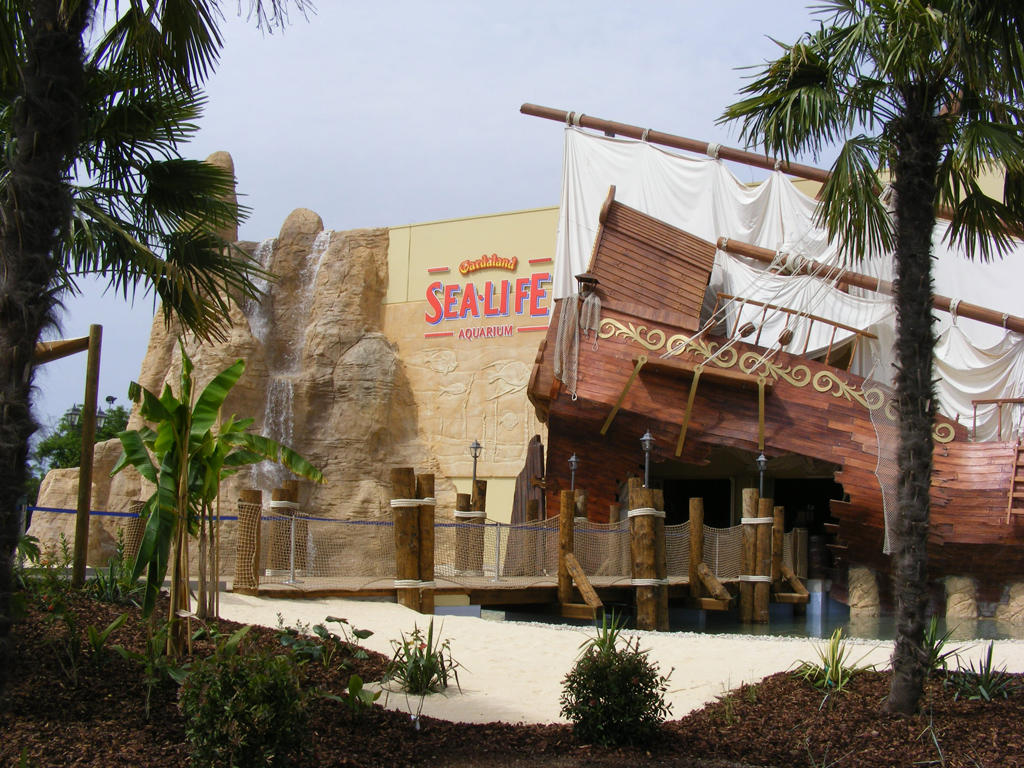
Entrata Gardaland Sea Life (Italia)

- Gardaland Sea Life Aquarium, Castelnuovo del Garda, (aperto il 31 maggio 2008)
- Lido di Jesolo Sea Life Aquarium, Jesolo (aperto il 29 aprile 2011, chiuso definitivamente il 24 giugno 2022)
- Roma Sea Life Aquarium, EUR, Roma (in costruzione dal 2008, apertura prevista entro il 2025)

### Resto d'Europa
- Blankenberge, Belgio
- Bray, Irlanda
- Helsinki, Finlandia
- Val d'Europe, Parigi, Francia
- Timmendorfer Strand, Germania
- L'Aia, Paesi Bassi
- Benalmádena, Malaga, Spagna
- Legoland Atlantis by Sea Life, Billund, Danimarca
- Porto, Portogallo
- Istanbul, Turchia

### Asia
- Pusan, Corea del Sud  (2014)
- Bangkok, Thailandia (2005)
- Shanghai, Cina
- Nagoya, Giappone
- Iskandar Puteri, Malesia

### Stati Uniti d'America
- California
- Arizona
- Minnesota
- Grapevine (Texas)
- Dallas (2011)
- Kansas City (2012)
- Orlando (Florida)
- San Antonio

### Oceania
- Sydney (Nuovo Galles del Sud) Australia
- Melbourne
- Auckland, Nuova Zelanda